# 2016年中国大陆矿难列表
本条目旨在列举发生在2016年中国大陆的较重大矿难。据中国大陆官方统计，2016年中国大陆共有538人死于煤矿矿难。

## 1月
- 1月6日，陕西刘家峁煤矿事故，造成11人死亡。[2][3]

## 3月
- 3月6日，吉林省白山市的通化矿业(集团)有限责任公司松树煤矿发生煤与瓦斯突出事故，造成12人死亡。[4][5]
- 3月23日，山西同煤集团同生安平煤业公司发生井下安全事故，造成19人死亡。[6]

## 4月
- 4月3日，新疆喀什地区莎车县天利煤矿发生重大顶板事故，造成10人死亡。[7]
- 4月25日，陕西铜川发生煤矿透水事故，造成11人死亡。[8][9]

## 5月
- 5月3日，云南昭通市盐津县兴隆乡沙坝煤矿发生一起煤矿瓦斯爆炸事故，造成6人死亡。[10]

## 7月
- 7月4日，辽宁本溪煤矿火灾事故，造成11人死亡。[11]
- 7月18日，陕西白水县鸿森煤业公司发生爆炸事故，造成6人死亡、直接经济损失1340万人民币。[12][13]

## 9月
- 9月27日，宁夏林利煤矿瓦斯爆炸事故，造成18人死亡。[14][15]

## 10月
- 10月13日，贵州黔西南州煤矿发生瓦斯爆炸，造成7人死亡、2人重伤。[16]
- 10月31日，重庆永川金山沟煤矿瓦斯爆炸事故，共造成33人死亡。[17]

## 11月
- 11月22日，江西省宜春市袁州区西村镇北槽煤矿透水事故，现场抢险救援专家组分析认定，井下7名被困人员已无生还可能。[18]
- 11月29日，黑龙江七台河市景有煤矿事故，造成21人死亡。[19]

## 12月
- 12月5日，湖北巴东辛家煤矿瓦突事故，造成11人死亡。[20]
- 12月10日，四川凉山一煤矿停产整顿期间发生窒息事故，造成5人遇难。[21]